# Македонія (історична область)

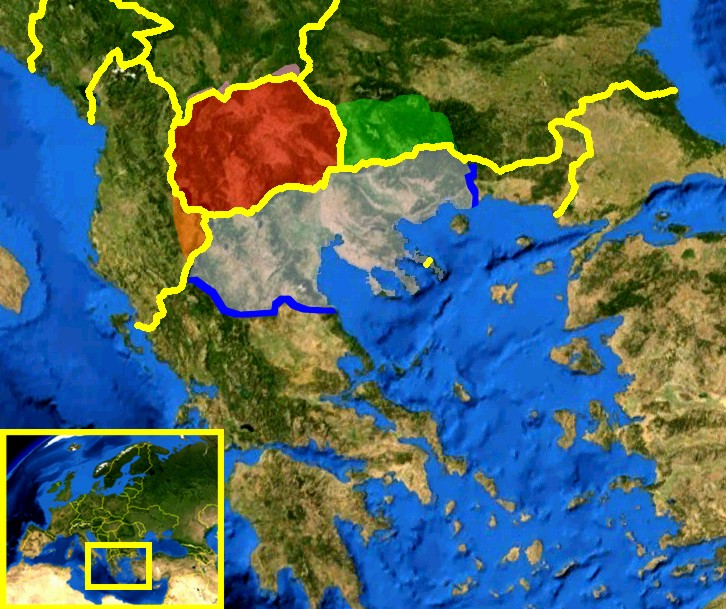
Історична Македонія розділена між кількома країнами

Північна Македонія
Егейська Македонія
Піринська Македонія

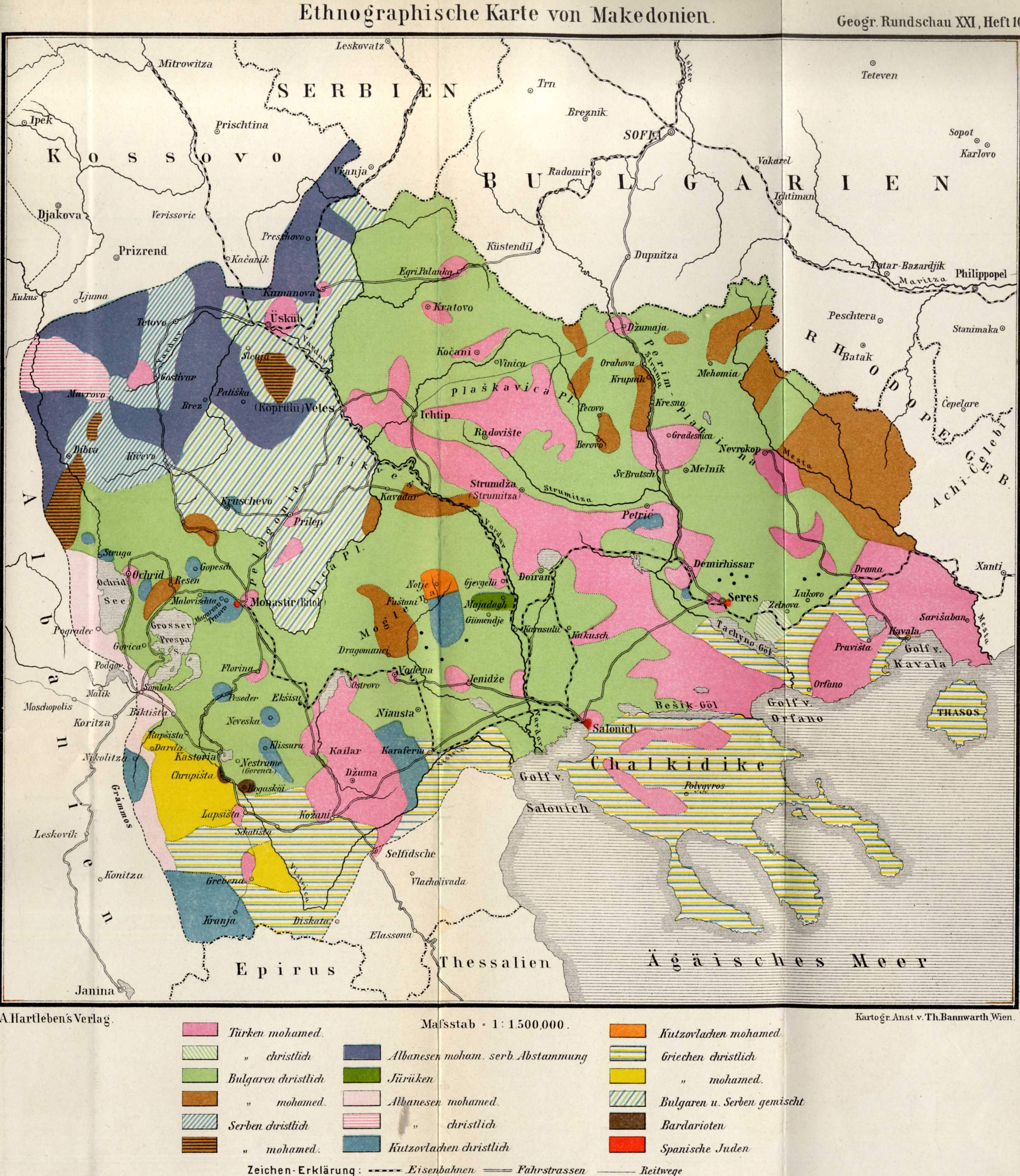
Німецька етнічна мапа Македонії від 1882 р.

Македо́нія — географічна та історична область на Балканах. В античні часи в одній частині цього регіону перебувало однойменне царство Македонія. Сьогодні область Македонія включена в території Греції (Егейської Македонії), Північної Македонії та Болгарії (Піринська Македонія).

## Історія
За часів ранньої античності Македонія, населена грецькими й елінізованими племенами, цілком увійшла до складу держави Олександра Македонського. Потім її завоювала Римська імперія, почався процес романізації місцевого населення. Так виникають аромуни та мегленорумуни. Місцями зберігаються албанці — нащадки стародавнього автохтонного іллірійського населення. Пізніше регіон контролює Візантійська імперія, однак в середньовіччя тут інтенсивно селяться південні слов'яни (слов'яни болгарської групи: болгари, македонські слов'яни або солунські слов'яни). Після приєднання до Турецької імперії тут активно селяться арнаути, ерюкі, цигани, посилюється процес балканізації регіону в турецькій системі міллетів, росте етнорелігійна конфліктність регіону. Після двох Балканських воєн, населена багатьма національностями, історико-географічна область Македонія була розділена між Грецією (Егейська Македонія), Сербією (нинішня Північна Македонія — Вардарська Македонія) та Болгарією (Благоєвградська область).

## Топоніміка
Термінологічна проблема, що стосується назв «Македонія», «македонці» та «македонська мова», досі не знайшла політичного рішення:
- Греція відмовляється визнавати за Республікою Македонія право йменуватися Македонією, вважаючи, що тим самим та робить замах на її суверенітет і територіальну цілісність.[1] Македонців, що проживають в Егейській Македонії, у Греції називають просто слов'янами або, частіше, греками-слав'янофонами, тобто греками, що розмовляють в побуті на слов'янському діалекті.
- Болгарія вважає тих, хто проживає в Піринській, Егейській і Вардарській Македонії македонців болгарами, а їхню мову — болгарською; більше того, і сама македонська мова в Болгарії вважається варіантом (діалектом) болгарської мови. Самі македонці Болгарії вважають термін «македонці» етнографічним або регіональним позначенням частини болгарського народу. Болгарські учені стверджують, що окрема македонська самосвідомість створилася і утвердилася в ХХ столітті на території сьогоднішньої Північної Македонії.[2]